# Paige Bueckers
Paige Madison Bueckers (/ˈbɛkərz/ Edina, Minnesota, 2001. október 20. –) amerikai kosárlabdázó, a Dallas Wings játékosa a Women’s National Basketball Associationben (WNBA). Egyetemen a UConn Huskies színeiben szerepelt, négyszer is a Big East főcsoport győztese lett, négyszer bejutott a Final Fourba, illetve egyszer országos bajnoki címet nyert.
Bueckers középiskolai éveit a Hopkins Középiskolában töltötte Minnetonkában, az ESPN ranglistáján az ország legjobbja volt az osztályában, több nemzeti díjat is elnyert játékával. Első egyetemi szezonjában az első elsőéves lett, akit az év női kosárlabdázójának választottak. Második évének nagy részét ki kellett hagynia egy térdsérüléssel, de 2022-ben a UConnal eljutottak az országos bajnoki döntőbe. A 2022–2023-as szezon egészét kihagyta, majd vörösmezes harmadévesként ismét visszatértek a Final Fourba, és annak ellenére, hogy a 2024-es WNBA-draft egyik legjobbjának tekintették, úgy döntött marad egyetemen még egy idényt. Végzősként megnyerte első bajnoki címét, és megkapta a Wade-trófeát. Háromszor is beválasztották az All-American csapatokba, a UConn történetének legmagasabb pontszerzési átlagával rendelkezik (19,9).
A 2025-ös WNBA-drafton választotta ki a Wings az első helyen. Mindössze a nyolcadik játékos lett a liga történetében, akit első szezonjában All Starnak választottak.
A válogatottban három aranyérmet is elnyert utánpótlás szinten, 2019-ben U19-es világbajnok lett, megnyerve a torna legjobbjának járó díjat. Aranyat nyert az ifjúsági olimpián 3×3 kosárlabdában, illetve a sportág felnőtt keretébe is behívták. 2019-ben a USA Basketball a legjobb női sportolónak választotta.

## Fiatalkora
Bueckers 2001. október 20-án született Edinában, Minnesotában, és a szomszédos St. Louis Parkban nőtt fel. Öt éves korában kezdett el kosárlabdázni, illetve baseballozott is, labdarúgás és amerikai futball mellett. Bueckers általános iskolában jó barátja lett Jalen Suggs későbbi NBA-játékosnak. Hetedik osztályig apja volt edzője, olyan játékosok inspirálták, mint LeBron James, Kyrie Irving, Diana Taurasi és Sue Bird. A Minnesota Lynx rajongójaként nőtt fel.
Hetedikben Bueckers a tizedikes és tizenegyedikes kosárlabda-csapatokban játszott a Hopkins Középiskolában. Ebben az időszakban a North Tartan játékosa is volt a Amateur Athletic Unionban (AAU), a Nike Elite Youth Basketball League bajnokságban. Bueckers tíz centimétert nőtt nyolcadik osztályos szezonja előtt, ekkor lett az iskola fő csapatának tagja Brian Cosgriff irányítása alatt. 8,9 pontot, 3,5 lepattanót, 2,1 gólpasszt és 1,4 labdaszerzést átlagolt. A csapat legjobb hárompontos-dobója volt, illetve második legjobb gólpasszadója. A Hopkins 28–3-as mutatóval zárta az idényt, döntős volt a Class 4A állami tornán, Bueckerst a legjobbak közé választották.

## Pályafutása

### Középiskola (2016–2020)
Bueckers 2016. november 25-én mutatkozott be a Hopkins Középiskola csapatában kilencedikesként. 28 pontot, öt labdaszerzést és négy gólpasszt tudott felmutatni a Osseo Senior elleni 74–34-es győzelem során. Ebben a szezonban lett fontos tagja a csapatnak egyik legjobb pontszerzőjeként, miután először nyolcadikban kapott helyet az iskola fő keretében. 20,8 pontot, 4,5 lepattanót és 4,1 gólpasszt átlagolt, beválasztották az All-Metro első csapatba. Vezetésével a Hopkins 31–1-es mutatóval zárta szezont, egyetlen vereségük az Elk River ellen volt a Class 4A döntőben. Bueckerst beválasztották a torna legjobbjai közé.
2018 januárjában másodévesként megsérült, bokájával már a szezon első hónapjaiban is voltak problémák. Az idényt végül 22,3 pontot, 6,8 gólpasszt és 5,9 lepattanót átlagolva zárta. A Hopkins mutatója 28–4 volt, de ismét kikaptak a bajnoki döntőben, annak ellenére, hogy Bueckers 37 pontot szerzett. Elnyerte a Star Tribune Metro Player of the Year díjat az évben, az első másodéves lett a 34 éves díj történetében, aki megkapta az elismerést, illetve Minnesota legjobbjának is megválasztották.

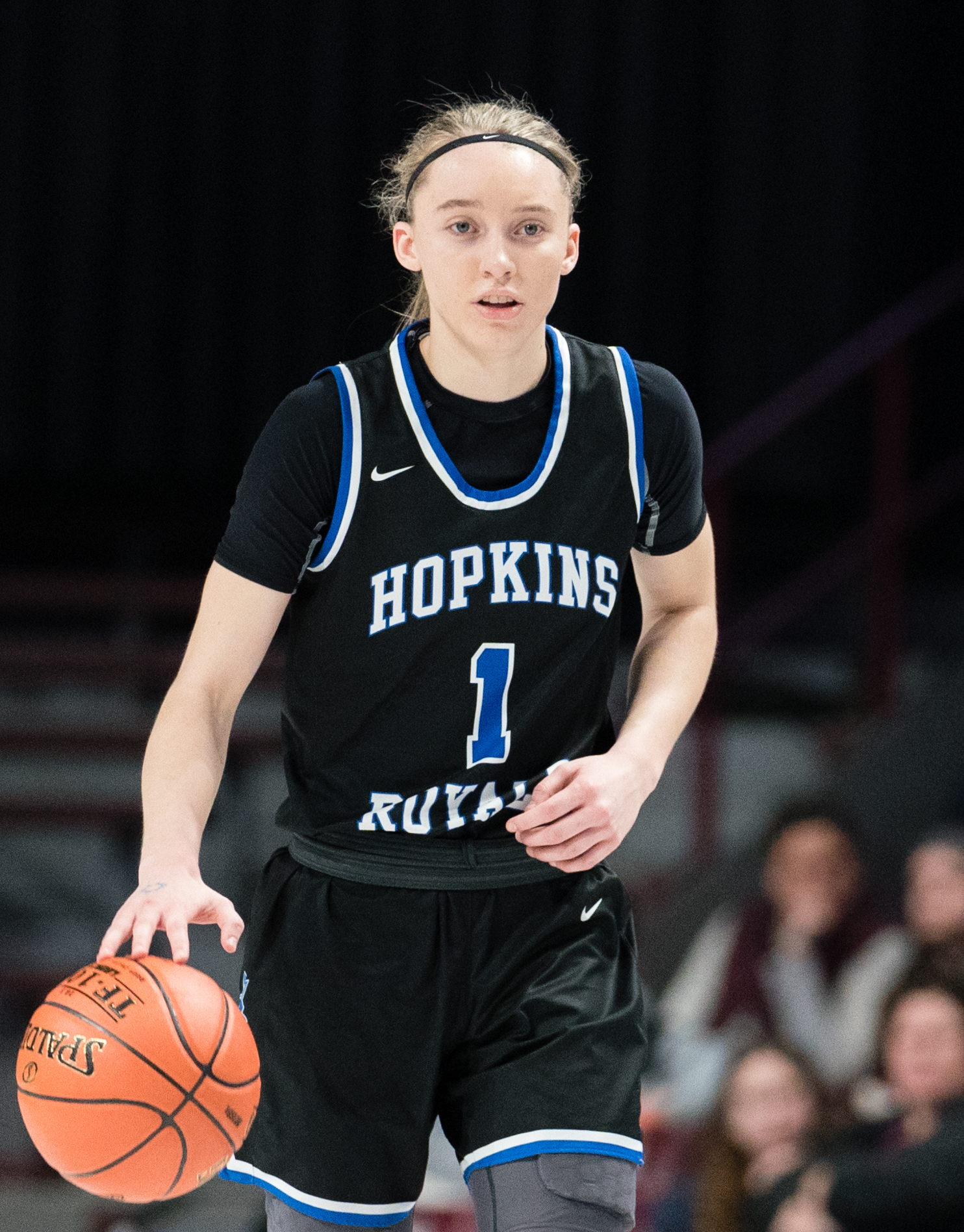
Egy 2020-as rájátszás-mérkőzésen a Hopkins színeiben

2019. február 1-én tizenegyedikben karriercsúcs 43 pontot dobott a Wayzata elleni 69–66 arányú győzelem során, átlépve a 2000 pontos határt pályafutása során. Március 16-án, annak ellenére, hogy nagyon beteg volt, 13 pontot, hét gólpasszt, öt lepattanót és öt labdaszerzést szerzett a Class 4A döntőben, véget vetve csapata három éves vereségsorozatának. 74–45-re nyertek a Stillwater Area ellen. A Hopkins veretlen volt a szezonban, Bueckers 24,4 pontot, 5,1 gólpasszt, 4,9 lepattanót és 4,6 labdaszerzést ért el, ismét elnyerte a két szezonvégi egyéni díjat az államban. Országos szinten is elismerték, a Gatorade – Az év nemzeti játékosa díjának döntősei között szerepelt. Ebben a szezonban elkezdett a Minnesota Metro Stars AAU programban játszani, követve a North Tartan edzőjét, Tara Starksot. 2019 augusztusában megkapta az AUU Év játékosa díjat.
2020. január 29-én Bueckers lett az első női középiskolás játékos, aki helyet kapott a Slam kosárlabda-magazin címlapján. A szezon vége felé megsérült jobb lába, amelyet követően védőcipőt kellett hordania, korlátozták edzési idejét, és lemaradt az állami bajnoki torna első mérkőzéséről. Ettől függetlenül visszatérése után a Hopkins a döntőig menetelt, de az utolsó mérkőzést lemondták március 13-án a Covid19-pandémia miatt. Bueckerst beválasztották a McDonald’s All-American és a Jordan Brand Classic gálákra, de mindkettőt törölték a vírus miatt. 21,4 pontot, 9,4 gólpasszt, 5,4 labdaszerzést és öt lepattanót átlagolt mérkőzésenként, ismét veretlenül zárva a szezont, 62-re hosszabbítva a csapat győzelmi sorozatát. A szezon végén a Star Tribune Metro Player of the Year díj első háromszoros győztese lett, a Gatorade – Az év női sportolója, a Gatorade – Az év nemzeti játékosa, a Naismith Prep – Az év játékosa, a Morgan Wootten – Az év játékosa és a Minnesota Miss Basketball elismeréseket is mind elnyerte. Középiskolai pályafutását a Hopkins történetének legsikeresebb pontszerzőjeként (2877), gólpasszadójaként (795) és labdaszerzőjeként (574) zárta.
A minnesotai középiskolai női kosárlabda történetének egyik legjobb játékosának tartják. Végzős szezonjában a Chip Scoggins (Star Tribune) hatását az államra Lindsay Whalenhez hasonlította: „Lányok – akik mára fiatal nők – egy generációja nőtt fel a Twin Citiesben és Minnesotában Whalent idolizálva. Bueckersnek ugyanilyen hatása van egy újabb generációra.”

#### Értékelések
Bueckerst ötcsillagosa játékosnak tartották, a 2020-as osztály legjobbjaként. 14 éves korában már elkezdett ajánlatokat kapni az NCAA első divíziójában szereplő egyetemektől, amelyek közé tartozott a Minnesota, az Iowa State és az Illinois. 2019. április 1-én bejelentette, hogy a Connecticuti Egyetem játékosa lesz. Az iskolák, amelyek a végső listáján szerepeltek, a Notre Dame, az Oregon State, az Oregon, a UCLA, a Minnesota, a Dél-Karolina, a Maryland, a Texas és a Duke voltak. Bueckers november 13-án írta alá elfogadólevelét a UConnal. 1998 óta a tizenegyedik országosan első helyezett játékos volt, aki a csapatban játszott. Egyik fő indoka a Huskies kiválasztására Geno Auriemma edző volt, aki szerinte tökéletesen fel tudta volna használni tehetségét, illetve mert az egyetemnek nagy története van a női kosárlabdában. Ezek mellett ugyanebben az évben fejezte be egyetemi pályafutását a csapat kezdő irányítója, Crystal Dangerfield.
| Név                         | Szülőváros       | Középiskola | Magasság        | Döntés dátuma    |
| --------------------------- | ---------------- | ----------- | --------------- | ---------------- |
| Paige Bueckers PG           | Edina, Minnesota | Hopkins     | 5’ 11" (1,80 m) | 2019. április 1. |
| Paige Bueckers PG           | Értékelés: ESPN: |             |                 |                  |
| Általános országos rang: 1. |                  |             |                 |                  |

### Egyetem (2020–2025)

#### Elsőéves
Első szezonja kezdete előtt Breanna Stewart óta az iskola legjobban várt tehetségének nevezték, de Stewart és más UConn-sztárokkal ellentétben már első szezonjától a csapat vezére lett. Megan Walker, a csapat legtöbb pontot szerző játékosa az előző szezonból, úgy döntött, hogy nem tér vissza egyetemre utolsó idényére, hanem részt vesz a 2020-as WNBA-drafton. Így a csapatnak egyetlen végzős diákja se volt. Bueckerst a liga edzői a szezon végén a Big East legjobb elsőévesének választották, minden szavazatot megkapott.
Bueckers 2020. december 12-én mutatkozott be a UConn színeiben, 17 pontot, kilenc lepattanót, öt gólpasszt és öt labdaszerzést szerezve a UMass Lowell elleni 79–23-as győzelem során. 2021. január 21-én 25 másodperccel a mérkőzés vége előtt megnyerte a találkozót a rivális Tennessee ellen egy hárompontossal, annak ellenére, hogy hatékonysága mindössze 21%-os volt aznap este, és szezonjában legrosszabbnak számító kilenc pontot mutatott csak fel. A mérkőzésen megsérült, lemaradt a Georgetown elleni találkozóról. Február 3-án szezoncsúcs 32 pontot dobott hét gólpassz mellett a St. John’s elleni 94–62-es győzelem során, amely a legtöbb pont volt egy UConn-újonc által Tina Charles (2007) óta. Két nappal később ismét elérte a 30-at, ezúttal a Marquette elleni mérkőzésen. Következő találkozóján ismét jól játszott, 31 pont mellett hat labdaszerzése és öt gólpassza is volt, csapata utolsó 13 pontjának mindegyikét ő szerezte a 63–59 végeredményű hosszabbításos győzelem során, az ország legjobb csapata, a Dél-Karolina ellen. Az első játékos lett a kosárlabdaprogram történetében, aki sorozatban három mérkőzésen legalább harminc pontot szerzett. Február 27-én a Butler ellen 20 pontja és csapatrekord 14 gólpassza volt, hét lepattanó mellett. Azt követően, hogy a UConnal megnyerték a Big East főcsoportot, megválasztották az év játékosának és az év elsőévesének, Maya Moore után mindössze a másodikként, aki mindkét elismerést magkapta egy idényben. Ezek mellett helyet kapott az All-Big East és a Big East elsőéves csapatban. Március 8-án Bueckers 23 pontot, hat lepattanót és négy gólpasszt szerzett a Marquette elleni 73–39 végeredményű mérkőzésen, megnyerve a Big East-torna döntőjét. A torna legjobbjának választották.
Március 21-én Bueckers 21 pontot, kilenc lepattanót, hat gólpasszt és négy labdaszerzést szerzett a tizenhatodik helyezett High Point ellen a 2021-es NCAA-torna első fordulójában. Ez a legtöbb pont volt, amelyet egy UConn-játékosa valaha szerzett debütálásán az országos tornán. Bueckers a második Baylor ellen a negyeddöntőben 28 pontot szerzett, a UConn így sorozatban tizenharmadjára érte el a Final Fourt. A River Walk Regional legkiemelkedőbb játékosa lett. Az elődöntőben a UConn meglepően kikapott az Arizonától 69–59-re, és 28–2-es mutatóval zárta a szezont. Bueckers beválasztották a Final Four legjobb játékosai közé, megnyert minden országos év játékosa díjat, amelyet megkaphatott (AP — Az év játékosa, Naismith – Az év egyetemi játékosa, USBWA – Az év nemzeti elsőévese, John R. Wooden-díj), az első elsőéves lett, aki ezeket a díjakat megnyerte. Beválasztotta az All-American csapatba az AP és a USBWA, illetve a WBCA edzői is legjobbjaik közé választották. Az első elsőéves lett, aki megkapta a Nancy Lieberman-díjat, amelyet az ország legjobb irányítójának adnak. Két díjat is megosztott az Iowa irányítójával, Caitlin Clarkkal, a Tamika Catchings-díjat, illetve a WBCA az év elsőévese elismerést. Az idényben 20 pontot, 5,8 gólpasszt, 4,9 lepattanót és 2,3 labdaszerzést átlagolt, 46,4%-os hárompontos-hatékonysággal. Bueckers 168 gólpasszt adott, amely a legtöbb volt egy elsőéves által a csapat történetében, annak ellenére, hogy a szezont lerövidítették a Covid19-pandémia miatt. 2021 júliusában megnyerte az ESPY által átadott Legjobb női egyetemi sportoló díjat, első szezonját a UConn és az NCAA története egyik legjobbjaként tartják számon.
Helyet kapott a dékán listáján az idény végén, amelyhez legalább 3,72-es GPA-re volt szüksége, illetve kiemelték erőfeszítéseit társadalmi igazságossággal kapcsolatban.

#### Másodéves

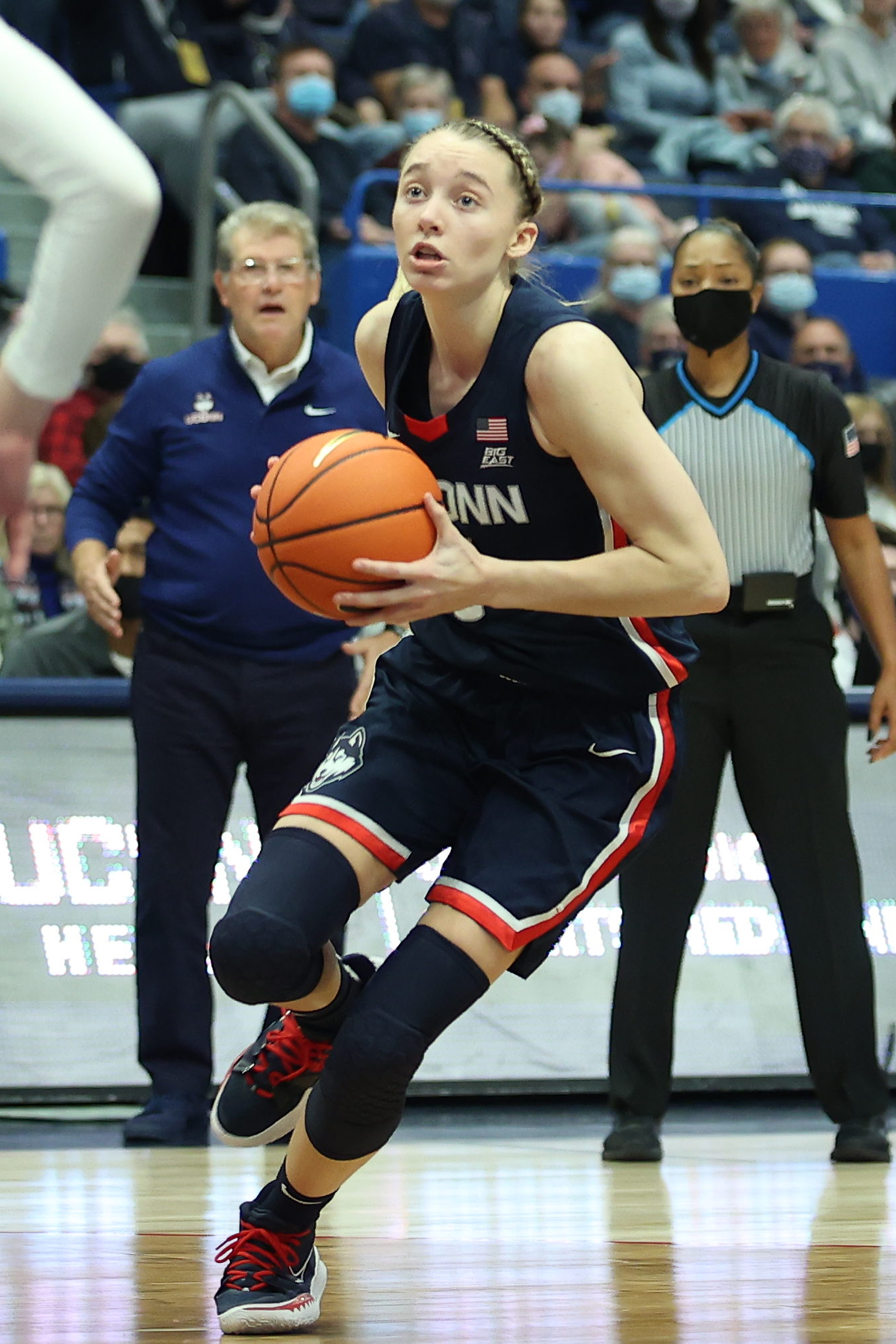
Második szezonja közben a UConn játékosaként

2021. április 30-án megműtötték jobb bokáját egy csontprobléma miatt. A nyár nagy részén nem tudott részt venni edzéseken, októberben tért vissza a pályára. Bueckers másodéves szezonját az előszezon legjobb játékosa díjakat elnyerve kezdte meg (Big East, AP). A UConn újoncai között volt az idényben Azzi Fudd, a 2021-es osztály legjobb játékosa, és Bueckers egyik közeli barátja, későbbi partnere. A Connecticuti Egyetemre való szerződtetésében nagy szerepet játszott az irányító.

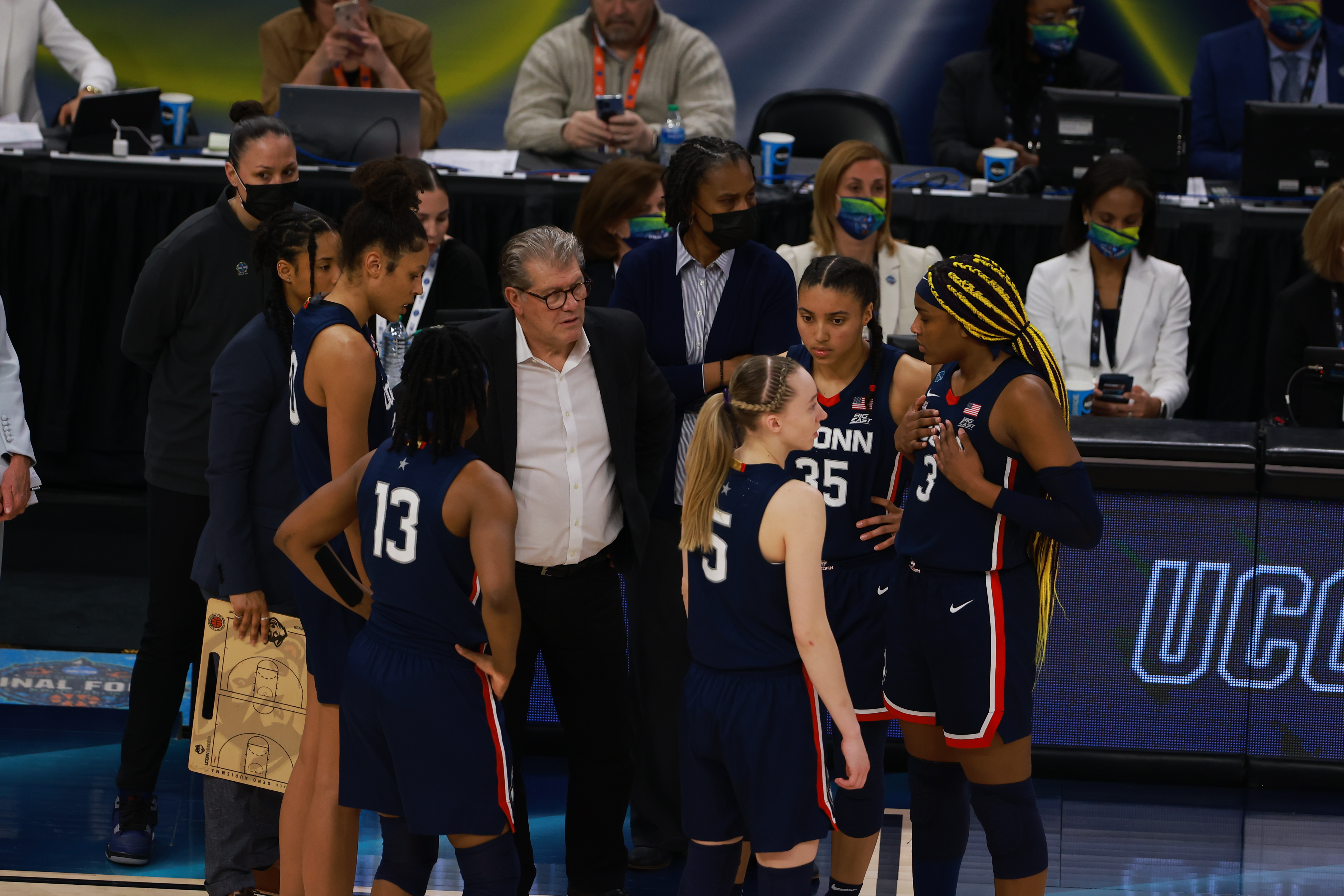
Bueckers és csapata a 2022-es NCAA-döntőben

2021. november 14-én játszott először a szezonban, idénye legjobb pontszerző teljesítményét felmutatva, 34 ponttal, hat lepattanóval és négy gólpasszal az Arkansas ellen. A 34 pont rekordnak számított a csapat történetében, Kerry Bascom 1989-es teljesítményét állította be. December 5-én megsérült a térde a Notre Dame elleni 73–54-es győzelem utolsó 40 másodpercében, csapattársainak kellett levinnie a pályáról. Később kiderült, hogy eltört a sípcsontja, 6–8 hetet kellett volna kihagynia. December 13-án megműtötték a törés, illetve egy korábban felfedezetlen külső meniszkuszszakadás miatt, amely további nyolc hetes kihagyásra kényszerítette. Távolmaradása idején a UConn 19-ből csak 15 mérkőzést nyert meg, 2005 óta először rövid ideig nem szerepeltek az AP szavazásának első tíz helyén. A csapat 240 találkozóig tartó győzelemsorozata a nem rangsorolt ellenfelek ellen a Georgia Tech, míg 169 mérkőzéses győzelemsorozata más csoporttagok ellen a Villanovával szemben ért véget.
Bueckers 2022. február 25-én tért vissza a St. John’s ellen, pályafutása során először állt be a cserepadról. Nyolc pontot szerzett 13 perc alatt, a végeredmény 93–38 lett. Az NCAA-tornáig keveset játszott, biztosítani akarták egészségét, a UConn annak ellenére is megnyerte a Big East-tornát, hogy a döntőben csak két pontot értékesített a Villanova ellen. Támadó teljesítménye jelentősen visszaesett a sérülés miatt. Március 28-án, az országos torna negyeddöntőjében, vezetésével a UConn 91–87-re legyőzte az NC State-et két hosszabbítás után. Ő szerezte a találkozó legtöbb pontját, 27-et dobott (67%-os hatékonysággal), amelyből tizenötöt a két hosszabbításban, megkapta a legjobb játékosnak járó díjat. Az elődöntőben Bueckers 14 ponttal zárt, öt gólpassz és négy lepattanó mellett, az első helyezett címvédő Stanford elleni 63–58-as győzelem során. A döntőben 64–49-re kikaptak a Dél-Karolinától, Bueckers volt a csapat egyetlen játékosa, aki legalább 10 pontot szerzett, 14 pontja és hat lepattanója volt. Az AP az All-American Honorable Mention csapatába választotta be, a sérülésekkel teli idényben 14,6 pontot, négy lepattanót és 3,9 gólpasszt átlagolt.
Ismét helyet kapott a dékán listáján az első szemeszterben.

#### Vörösmezes év
2022. augusztus 3-án a UConn bejelentette, hogy Bueckers elülső keresztszalag-szakadást szenvedett bal térdében egy augusztus 1-i „pick-up” mérkőzésen, amelynek következtében ki fogja hagyni a szezont. Úgy döntött, hogy kihasználja az amerikai egyetemrendszer által adott vörösmezes szezon lehetőségét, amely elhalasztotta egyetemi pályafutását egy évvel. Szeptember 1-én Bueckers bejelentette, hogy visszatér a Huskieshoz a 2023–2024-es szezonra ahelyett, hogy részt venne a 2023-as WNBA-drafton. Távollétének következtében a UConn 31–6-os mutatóval zárta a 2022–2023-as idényt, megnyerve a Big East alapszakaszát és tornáját. A UConn az Ohio State ellen esett ki az NCAA-torna nyolcaddöntőjében, 2008 óta először nem jutottak el az elődöntőig.

#### Harmadéves

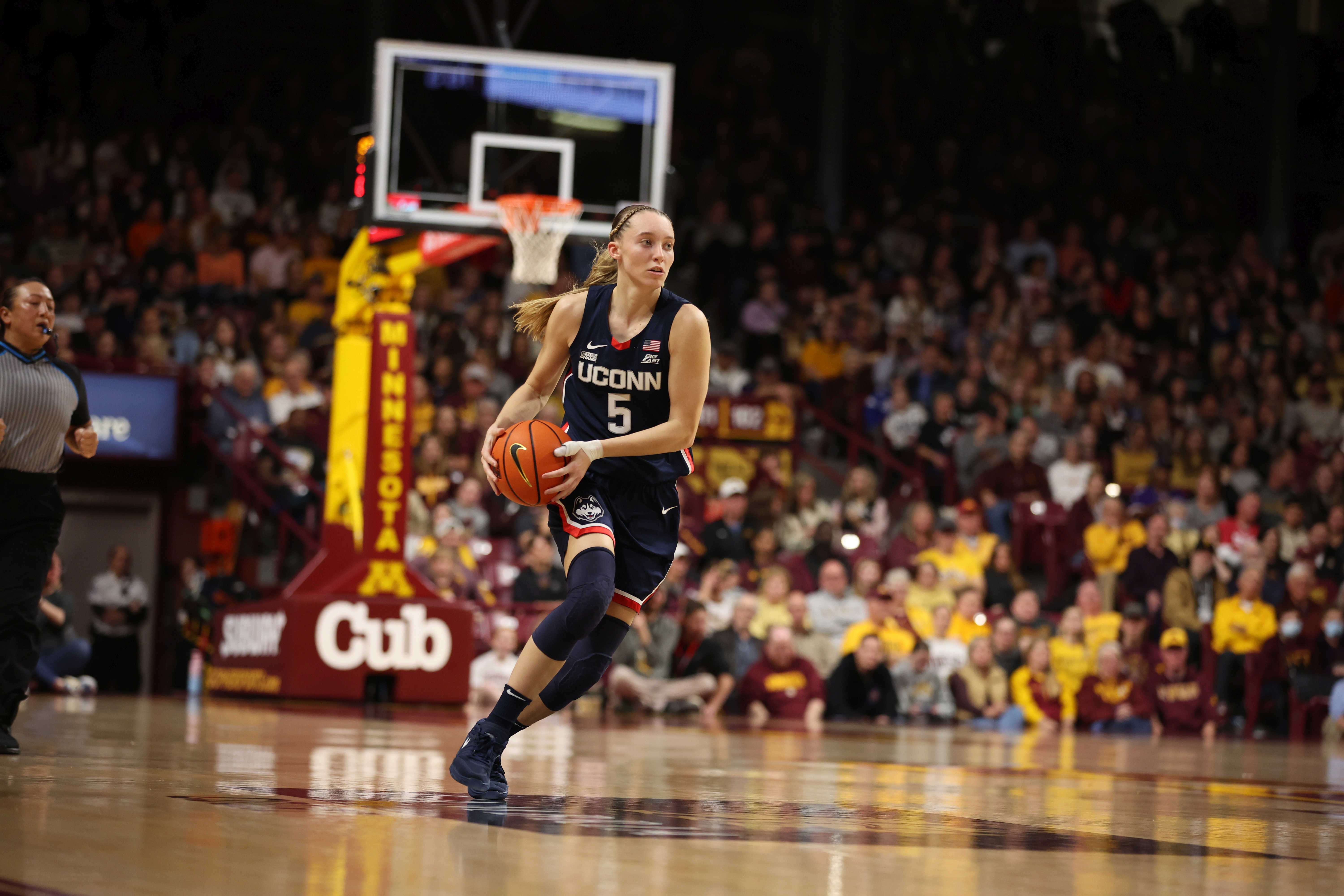
Bueckers a labdával a Minnesota Golden Gophers ellen 2023-ban

2023. augusztus 9-én Bueckers bejelentette, hogy készen állt a játékra, eddig a pontig legutóbbi jelentés róla két hónappal korábban volt, amikor a mérkőzéseken kívül mindenre jóváhagyták visszatérését. Elhalasztott harmadik szezonja előtt az AP beválasztotta az előszezon All-American csapatába, illetve megnyerte az év előszezon-játékosa díjat a Big East főcsoportban. November 8-án játszotta első mérkőzését az évadban, nyolc pontja, hét lepattanója és négy gólpassza volt a Dayton elleni 102–58 végeredményű mérkőzésen, 21 perc alatt. November 16-án 31 pontot szerzett az országosan második helyen rangsorolt UCLA ellen a Cayman Islands Classic tornán. Beállította Maya Moore rekordját, ők ketten érték el leggyorsabban (55 mérkőzés) az ezer szerzett pontot a UConn történetében, amely határt december 10-én lépett át az Észak-Karolina ellen. 2024. január 17-én szezoncsúcs 32 pontja volt hét lepattanó mellett a Seton Hall ellen. Az alapszakasz végén megnyerte a Big East –Az év játékosa díjat, beválasztották a főcsoport legjobb csapatába is. A UConn ismét megnyerte a Big East-tornát, ahol megválasztották a legkiemelkedőbb játékosnak, miután 27 pontja és öt blokkja volt a Georgetown ellen. A 2024-es NCAA-torna második fordulójában beállította szezoncsúcs 32 pontját, 10 lepattanó, hat gólpassz és négy labdaszerzés mellett a Syracuse ellen. A negyeddöntőben 28 pontja, 10 lepattanója és hat gólpassza volt az ország legjobbja, a USC ellen, 80–73-ra nyert a UConn. Az elődöntőben 71–69-re kikaptak a Caitlin Clark által vezetett Iowától, Bueckersnek 17 pontja volt.
Bueckers másodjára kapott helyet az All-American első csapatban, a WBCA edzői All-American csapatban, illetve az AP és a USBWA All-American csapatában. 2024 februárjában bejelentette, hogy visszatér egy utolsó szezonra a Huskieshoz, annak ellenére, hogy a 2024-es WNBA-draft első három választása egyikének várományosa volt.

#### Végzős
Utolsó szezonjában a UConn színeiben Bueckers vezetésével a Huskies veretlen volt (18–0), megnyerte a Big East-tornát, majd később 12. NCAA-címét – az elsőt 2016 óta. Bueckers 19,9 pontot, 4,6 gólpasszt, 4,4 lepattanót, 2,1 labdaszerzést és 0,8 blokkot átlagolt 38 mérkőzésén.

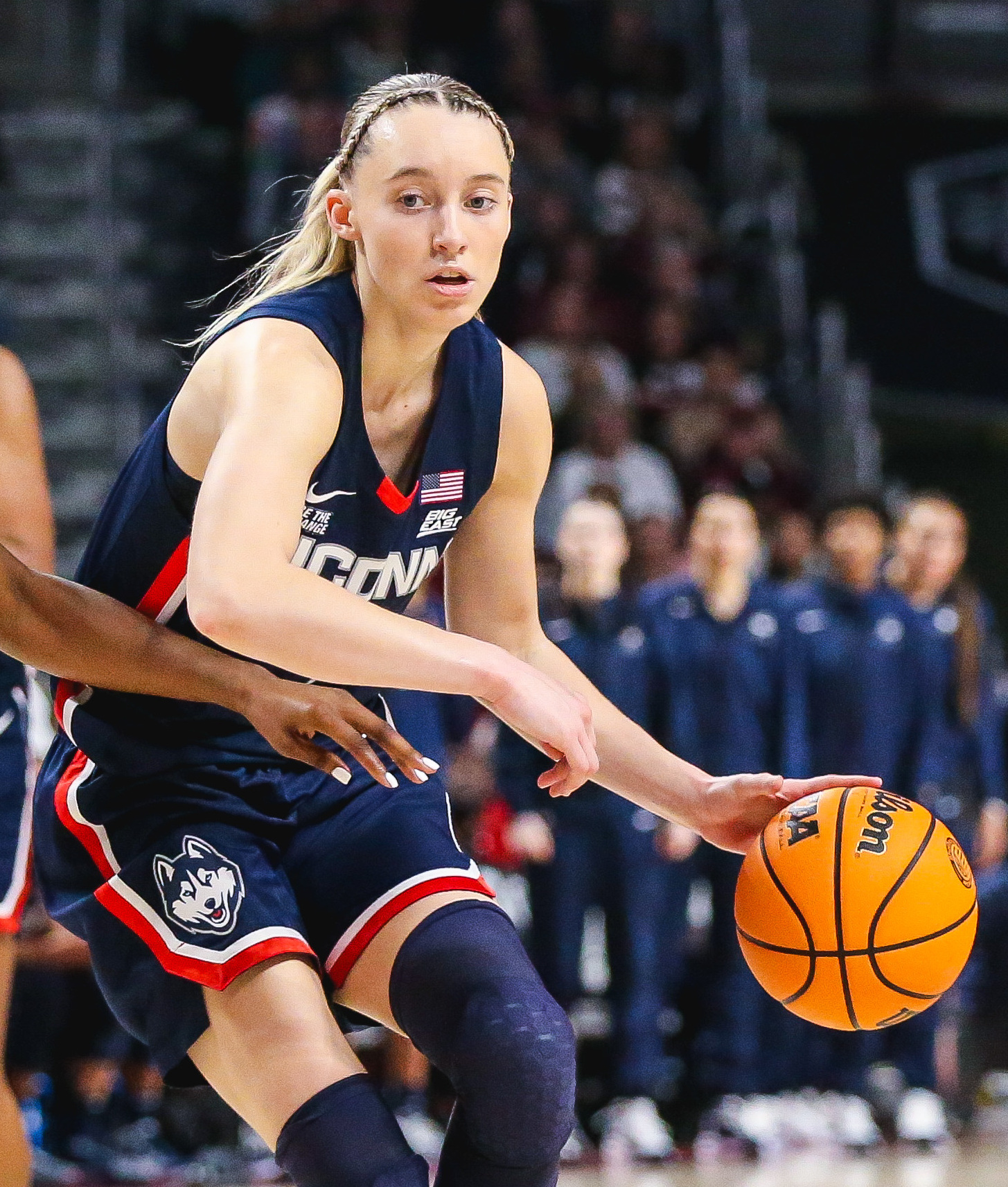
2025-ben, a Dél-Karolina ellen

Ismét elnyerte a az év előszezon-játékosa díjat a Big East főcsoportban, illetve az AP is beválasztotta All-American csapatába az időszakra. 2024. november 7-én egy 13 pontos mérkőzéssel nyitotta szezonját, hét gólpassz és öt labdaszerzés mellett a Boston ellen. Nyolc nappal később 29 pontja volt az Észak-Karolina elleni 69–58 arányú győzelem során, amelyből tizenhatot az első negyedben dobott. November 27-én ismét 29 pontot dobott, 73–60-ra legyőzték az Ole Misst a Baha Mar Championship döntőjében. 2025. január 5-én megsérült bal térde, miután összeütközött egy ellenféllel a Villanova elleni mérkőzésen, két mérkőzést kellett kihagynia. A Seton Hall elleni mérkőzésen 18 pontot szerzett, amellyel átlépte a 2000 pontos határt UConn-pályafutása során. Nála senki se tudta ezt kevesebb mérkőzés (102) alatt elérni. Február 16-án 12 pontot és 10 gólpasszt szerzett, szezonja első dupla dupláját, meglepetésszerűen legyőzve az országos negyedik Dél-Karolinát 87–58-ra. Az alapszakasz utolsó mérkőzésén beiktatták a Huskies of Honor programba, amely elismeri a UConn All-American játékosait. Megkapta a Big East – Az év játékosa díjat, pályafutásában harmadjára és beválasztották az All-Big East első csapatba. A 2025-ös Big East-döntőben 24 pontja és nyolc lepattanója volt a Creighton elleni 70–50-es győzelem során. Az első játékos lett, akit háromszor is megválasztottak a legkiemelkedőbb játékosnak a fináléban.
Bueckers a 2025-ös NCAA-tornát 11 ponttal nyitotta az Arkansas State ellen, 103–34-re nyert a UConn. A második fordulóban 34 pontja volt a South Dakota State elleni 91–57-es siker során. A nyolcaddöntőben karriercsúcs 40 pontot dobott az Oklahoma elleni 82–59-es győzelem során, 29-et a második félidőben. A negyedik UConn-játékos lett a program történetében, aki legalább 40 pontot szerzett egy mérkőzésen, és az első, aki ezt az NCAA-tornán tette meg. A negyeddöntőben Bueckers 31 pontot és hat gólpasszt szerzett, legyőzve a mérkőzés előtt az országban legjobban rangsorolt USC-t, a legkiemelkedőbb játékosnak nevezték. Beállította saját csapatrekordját harmadik 30 pontos mérkőzésével sorozatban. Ebben az időszakban összesen 105 pontot szerzett, amelynél egyetlen UConn-játékos se tudott soha többet értékesíteni három mérkőzés alatt. A döntőben az első helyen rangsorolt Dél-Karolina ellen játszottak, Bueckers megnyerte első országos bajnoki címét. A mérkőzésen 17 pontja volt, megdöntve Maya Moore pontszerzési UConn-rekordját az NCAA-tornán, illetve összességében harmadik lett a kiírás történetében. Harmadjára választották be az All-American csoportba, megnyerte a Wade-trófeát, amelyet az NCAA első divíziója legjobb játékosa kapja, illetve a Nancy Lieberman-trófeát is, amelyet pedig a legjobb irányítónak osztanak ki. Pályafutását a legjobb pontátlaggal (19,9) és a harmadik legtöbb ponttal (2439) zárta a UConn történetében. Május 5-én megkapta a 2025-ös Honda Sports-díjat.
2025. március 28-án bejelentette, hogy részt fog venni a 2025-ös WNBA-drafton, ahol az első választása várományosa volt.

### WNBA (2025–napjainkig)

#### Dallas Wings (2025–napjainkig)

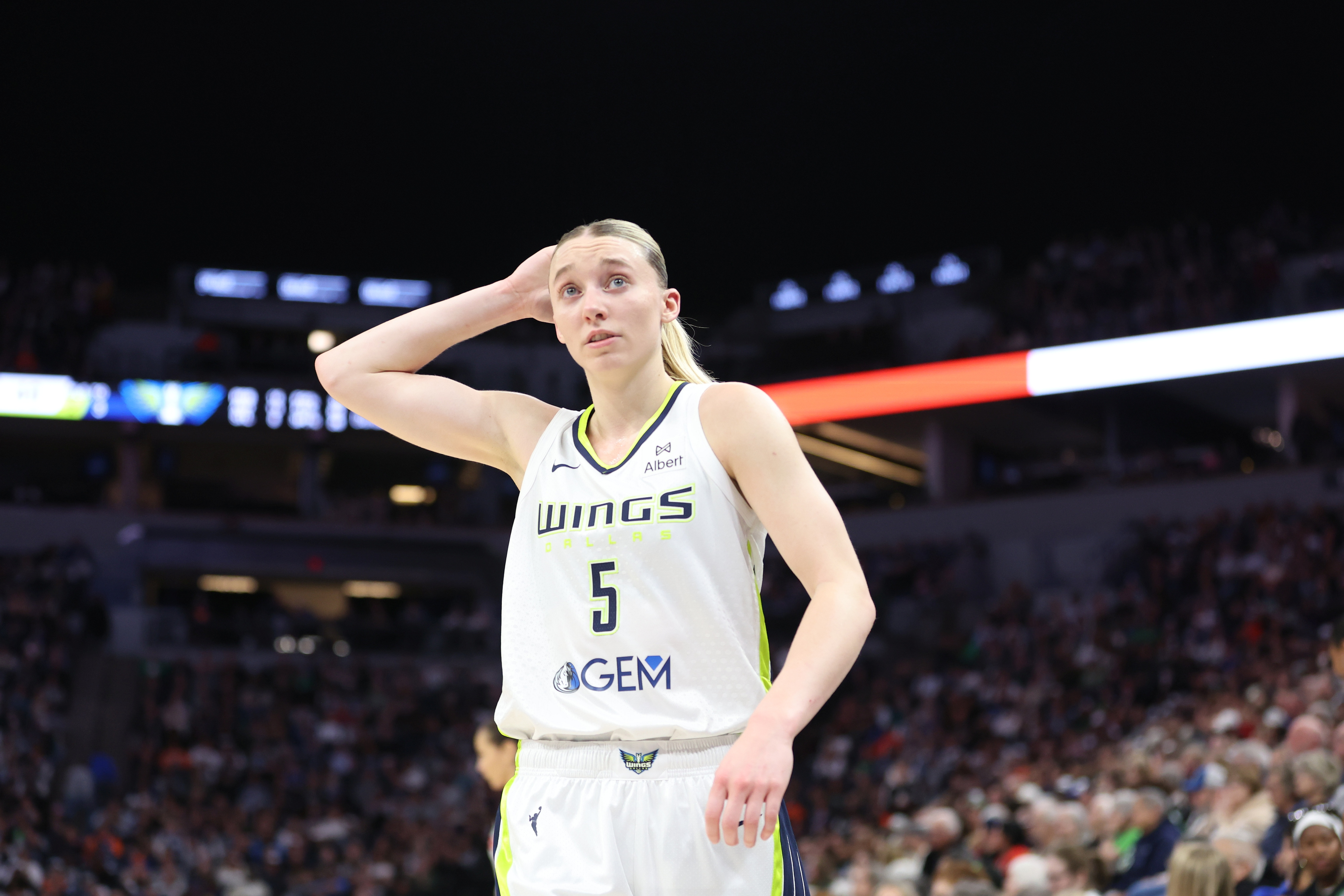
WNBA-debütálása közben

Bueckerst a Dallas Wings választotta ki a 2025-ös WNBA-draft első helyén. 2025. május 16-án debütált, 10 pontot szerzett a Minnesota Lynx elleni 112–78 arányú vereség során. Öt nappal később szerezte első dupla dupláját, 12 ponttal és 10 gólpasszal a Lynx ellen. Május 27-én a Wings megnyerte első mérkőzését a szezonban, Bueckers 21 ponttal és 7 gólpasszal járult hozzá a Connecticut Sun elleni sikerhez. Bueckers június 11-én megdöntött karriercsúcsát, 35 pontot dobva 69%-os hatékonysággal a Phoenix Mercury ellen. Ez volt négy mérkőzés után első pályára lépése egy agyrázkódás miatt.
A liga történetében ő érte el a legkevesebb mérkőzés alatt a 200 pontot, 50 lepattanót és 50 gólpasszt. Július 3-án megválasztották június legjobb újoncának, 21,6 pontot, 4,1 lepattanót, 5 gólpasszt, 1,7 labdaszerzést és 0,9 blokkot átlagolt. Június 30-án beválasztották a 2025-ös All Star-gálára, mindössze a nyolcadik újoncként a WNBA történetében.

### Unrivaled (2025–napjainkig)
2025. április 13-án az ESPN bejelentette, hogy Bueckers aláírt egy 3 éves szerződést az Unrivaled nevű 3×3 kosárlabdaligával. Fizetése az első szezonra több volt, mint első WNBA-szerződésének egésze.

### A válogatottban

#### 3×3

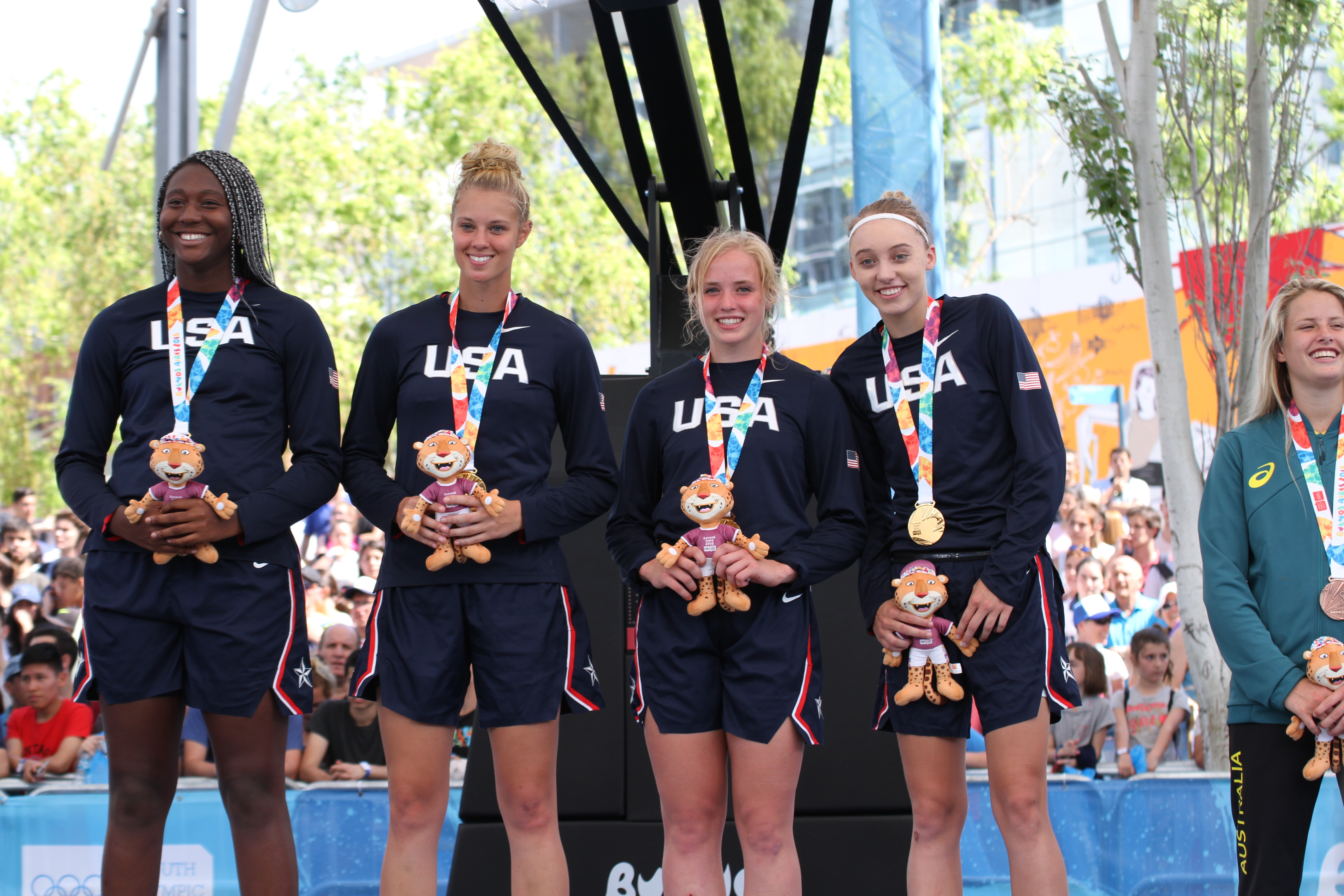
Bueckers (jobbra) a 2018-as ifjúsági olimpiai bajnok 3×3-kosárlabdacsapattal

2018 októberében Bueckers aranyérmet nyert az Egyesült Államok 3×3 (vagy streetball) csapatával a Buenos Aires-i ifjúsági olimpián, mind a hét mérkőzésüket megnyerték. A felnőtt válogatott legfiatalabb tagja volt a 2019-es World Beach Games tornán Dohában, olyan WNBA-játékosok mellett, mint Napheesa Collier és Jackie Young. Bueckers 6,5 pontot átlagolt, a csapat második legjobbjaként, ötödikek lettek a negyeddöntőben kiesve.

## Statisztika

### Egyetem
| Év         | Csapat        | JM                                    | KM                                    | JP/M                                  | MG%                                   | 3P%                                   | BD%                                   | LP/M                                  | GP/M                                  | L/M                                   | B/M                                   | P/M                                   |
| ---------- | ------------- | ------------------------------------- | ------------------------------------- | ------------------------------------- | ------------------------------------- | ------------------------------------- | ------------------------------------- | ------------------------------------- | ------------------------------------- | ------------------------------------- | ------------------------------------- | ------------------------------------- |
| 2020–2021  | UConn Huskies | 29                                    | 29                                    | 36,1                                  | .524                                  | .464                                  | .869                                  | 4,9                                   | 5,8                                   | 2,3                                   | 0,4                                   | 20,0                                  |
| 2021–2022  | UConn Huskies | 17                                    | 13                                    | 29,2                                  | .544                                  | .353                                  | .714                                  | 4,0                                   | 3,9                                   | 1,5                                   | 0,6                                   | 14.,6                                 |
| 2022–2023  | UConn Huskies | Nem játszott sérülés miatt (vörösmez) | Nem játszott sérülés miatt (vörösmez) | Nem játszott sérülés miatt (vörösmez) | Nem játszott sérülés miatt (vörösmez) | Nem játszott sérülés miatt (vörösmez) | Nem játszott sérülés miatt (vörösmez) | Nem játszott sérülés miatt (vörösmez) | Nem játszott sérülés miatt (vörösmez) | Nem játszott sérülés miatt (vörösmez) | Nem játszott sérülés miatt (vörösmez) | Nem játszott sérülés miatt (vörösmez) |
| 2023–2024  | UConn Huskies | 39                                    | 39                                    | 31,9                                  | .530                                  | .416                                  | .834                                  | 5,2                                   | 3,8                                   | 2,2                                   | 1,4                                   | 21.,9                                 |
| 2024–2025† | UConn Huskies | 38                                    | 38                                    | 30,3                                  | .534                                  | .419                                  | .889                                  | 4,4                                   | 4,6                                   | 2,1                                   | 0,8                                   | 19,9                                  |
| Összesen   | Összesen      | 123                                   | 119                                   | 32,0                                  | .531                                  | .423                                  | .850                                  | 4,7                                   | 4,6                                   | 2,1                                   | 0,8                                   | 19,8                                  |

### WNBA
| Év       | Csapat       | JM | KM | JP/M | MG%  | 3P%  | BD%  | LP/M | GP/M | L/M | B/M | P/M  |
| -------- | ------------ | -- | -- | ---- | ---- | ---- | ---- | ---- | ---- | --- | --- | ---- |
| 2025     | Dallas Wings | 17 | 17 | 34,7 | .456 | .339 | .853 | 4,1  | 5,4  | 1,7 | 0,8 | 18,3 |
| Összesen | Összesen     | 17 | 17 | 34,7 | .456 | .339 | .853 | 4,1  | 5,4  | 1,7 | 0,8 | 18,3 |
| All Star | All Star     | 0  | 0  | 0,0  | 0,0  | 0,0  | 0,0  | 0,0  | 0,0  | 0,0 | 0,0 | 0,0  |

## Sikerek és díjak
- WNBA All Star (2025)
- NCAA-bajnok (2025)
- Honda Sports-díj (2025)
- Wade-trófea (2025)
- AP – Az év játékosa (2021)
- Naismith – Az év egyetemi játékosa (2021)
- USBWA – Az év nemzeti játékosa (2021)
- John R. Wooden-díj (2021)
- 3× All-American első csapat (2021, 2024, 2025)
- 3× All-American első csapat – AP, USBWA (2021, 2024, 2025)
- 3× All-American – WBCA (2021, 2024, 2025)
- 2× Nancy Lieberman-díj (2021, 2025)
- USBWA – Az év nemzeti elsőévese (2021)
- WBCA – Az év elsőévese (2021)
- 3× Big East – Az év játékosa (2021, 2024, 2025)
- 3× All-Big East első csapat (2021, 2024, 2025)
- Big East – Az év elsőévese (2021)
- Big East elsőéves csapat (2021)
- 3× Big East-torna MOP (2021, 2024, 2025)
- Gatorade – Az év női sportolója (2020)
- Gatorade – Az év nemzeti játékosa (2020)
- Morgan Wootten – Az év játékosa (2020)
- Naismith Prep – Az év játékosa (2020)
- McDonald’s All-American (2020)
- Jordan Brand Classic (2020)
- MaxPreps – Az év nemzeti játékosa (2020)
- Minnesota Miss Basketball (2020)
- USA Basketball – Az év női sportolója (2019)
- FIBA U19-es világbajnoki MVP (2019)

## Magánélete

### Család, kapcsolatok
Bueckers apja, Bob Bueckers szoftverfejlesztő, aki középiskolás éveiben irányítóként játszott. Anyja, Amy Fuller (született: Dettbarn), a St. Thomas Egyetem terepfutója és atlétája volt. Mikor Bueckers három éves volt, szülei elváltak, apjával lakott, míg anyja összeházasodott Brian Fullerrel és Billingsbe költözött. Apjának később egy másik kapcsolatból lett egy fia, Drew. Még egy öccse és egy húga van, Ryan, illetve Lauren.
Legalább 2025-től kapcsolatban van gyerekkori barátjával, és korábbi UConn-csapattársával, Azzi Fuddal. 15–16 éves koruk óta voltak közeli barátok, mikor az U16-os válogatottban versenyeztek egymással a kezdő irányítói posztért.

### Aktivizmus, jótékonyság
Keresztény, vallása nagyon fontos számára. Támogatta a Black Lives Matter mozgalmat, részt vett tüntetéseken George Floyd halála után, akit szülőállamában, Minnesotában gyilkoltak meg. A 2021-es ESPY-gálán adott elfogadóbeszédében kiemelte az afroamerikai nőket, kijelentve, hogy a fehér kosárlabdázók sokkal nagyobb sajtófigyelmet kaptak. A Paige Bueckers Foundation alapítója, amely gyermekeknek és családoknak ad lehetőségeket, illetve az élelmezésbiztonság javításán dolgozik.